# Z1 (televizní stanice)
Z1 byla česká digitální zpravodajsko-publicistická televizní stanice, vysílající v letech 2008–2011. Držitelem vysílací licence byla společnost První zpravodajská, a. s., jediným akcionářem skupina J&T. Stanice začala vysílat 1. června 2008 v 19.00 hodin, svůj provoz ukončila 24. ledna 2011 ve 23.59 hodin.

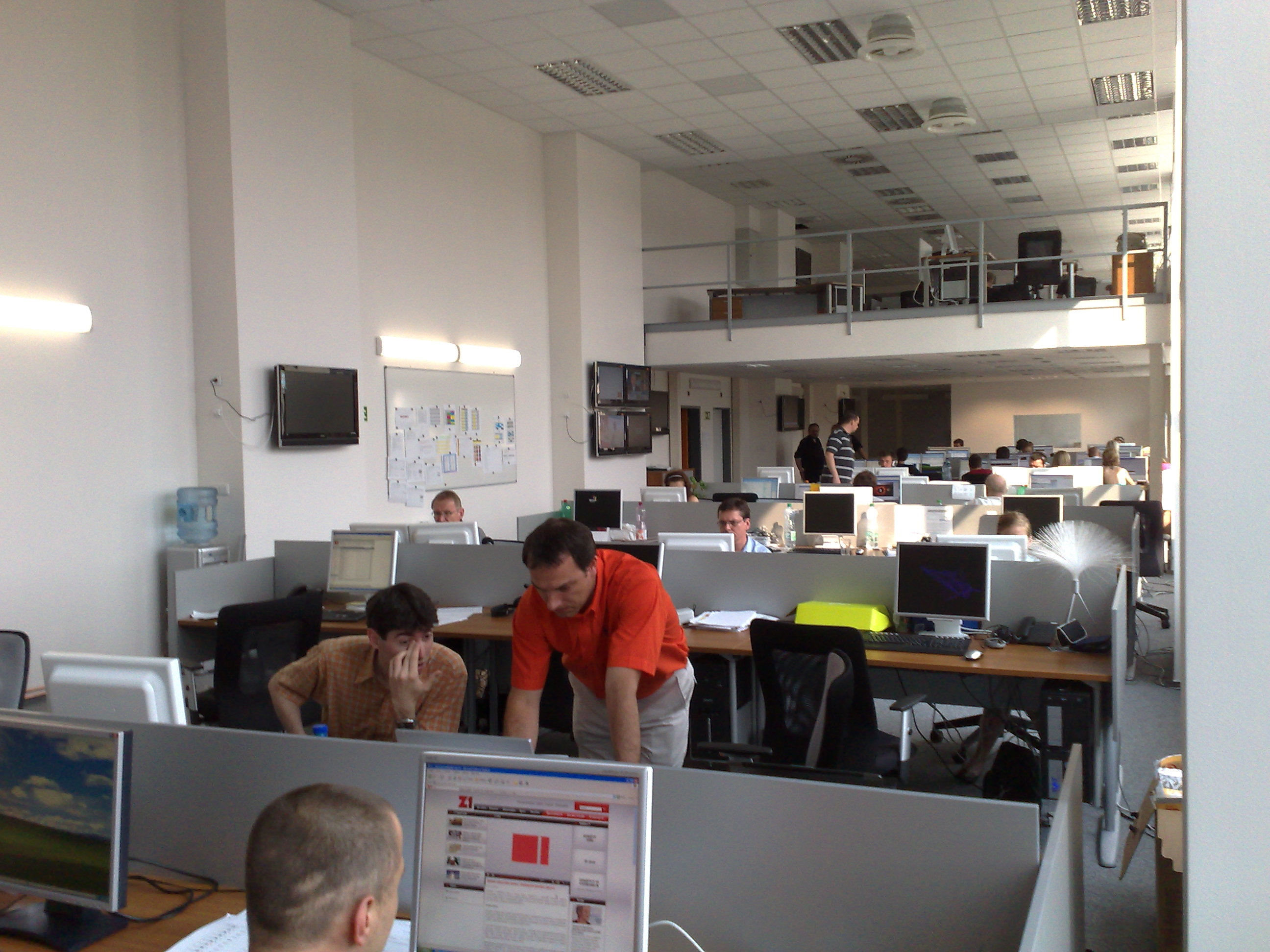
Newsroom Z1

## O společnosti
Zpravodajsko-publicistická televize Z1 byla první českou komerční zpravodajskou stanicí se standardem kontinuálního informačního servisu, který je známý například z amerických stanic CNN, CNBC, Fox News, britské Sky News, německé N24, italských SKY TG24, Rai News 24 nebo slovenské TA3. Zpravodajská televize Z1 vysílala od června 2008 všemi digitálními cestami (DVB-T; DVB-S; DVB-C; IPTV), její signál byl šířen i kabelovými rozvody, satelitně na pozici Astra 1E 23,5° E a živě i na internetu na adrese Z1tv.cz.
Držitelem vysílací licence televize Z1 byla společnost První zpravodajská, a.s. Jejím jediným akcionářem pak skupina J&T.
Televize Z1 měla v České republice několik prvenství:
- Byla první ryze digitální televizí v ČR.
- Byla první televizí v ČR, která svůj program vysílala kompletně ve formátu 16 : 9.

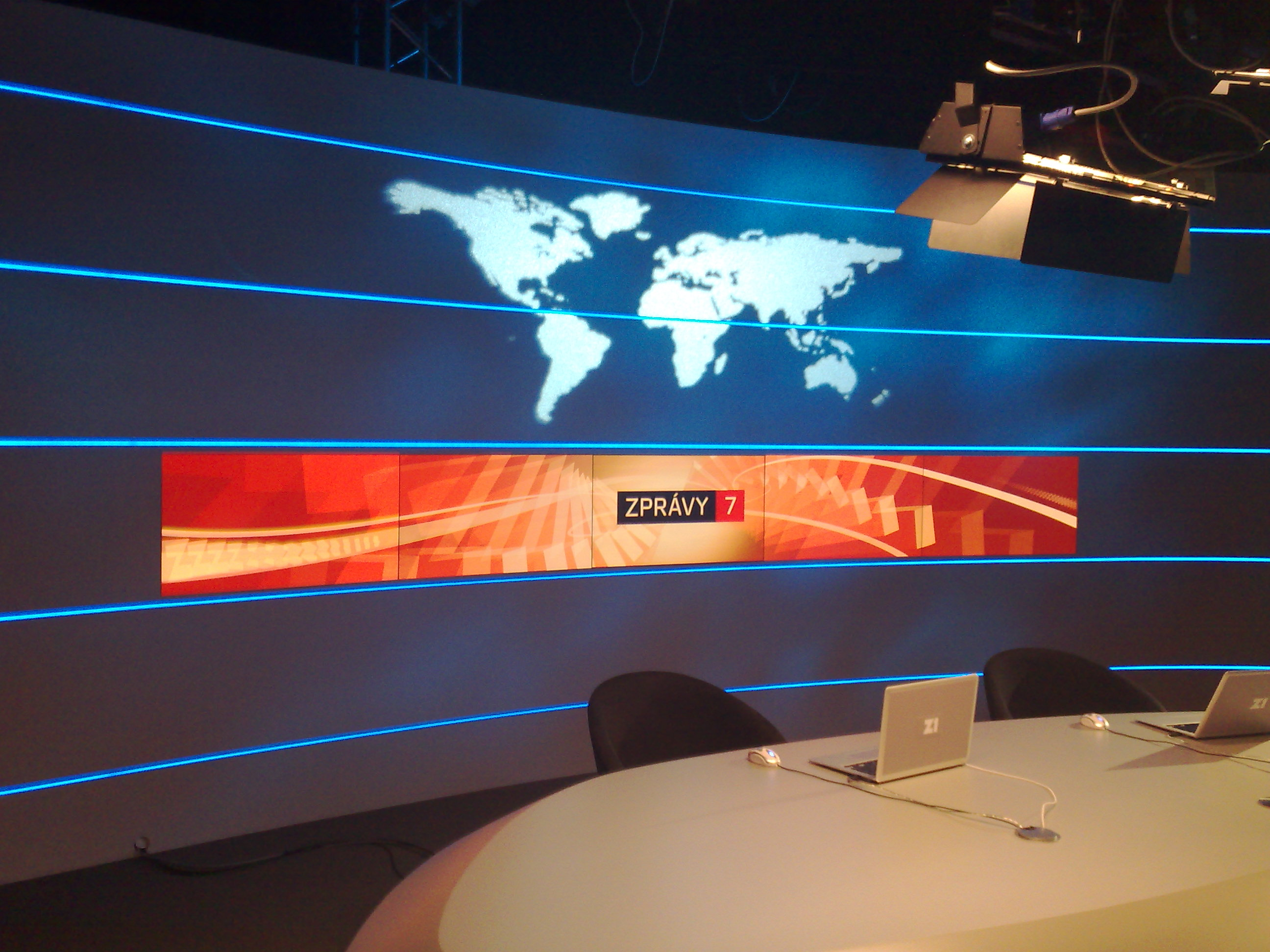
Televize Z1 studio

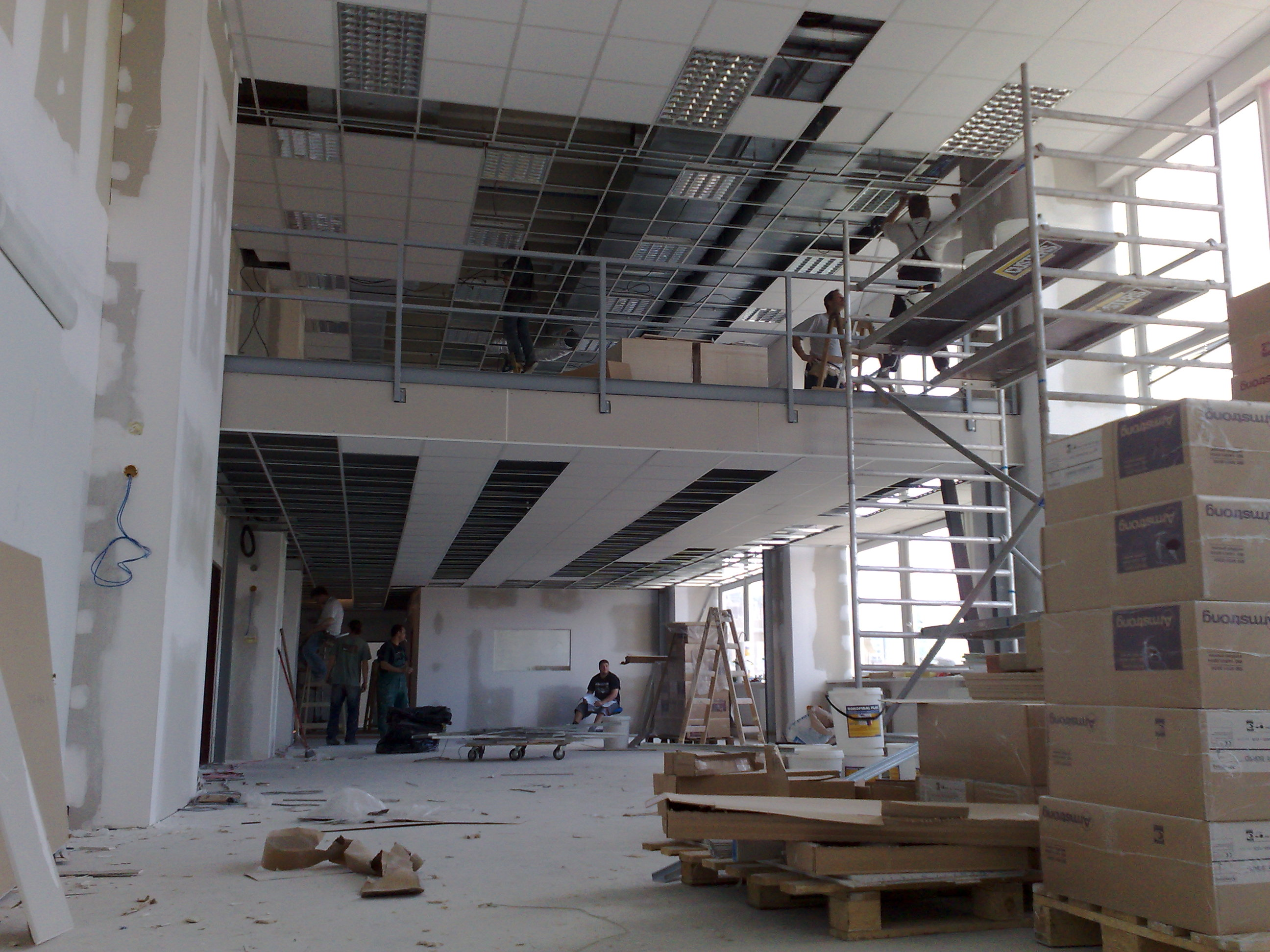
Stavební práce Z1

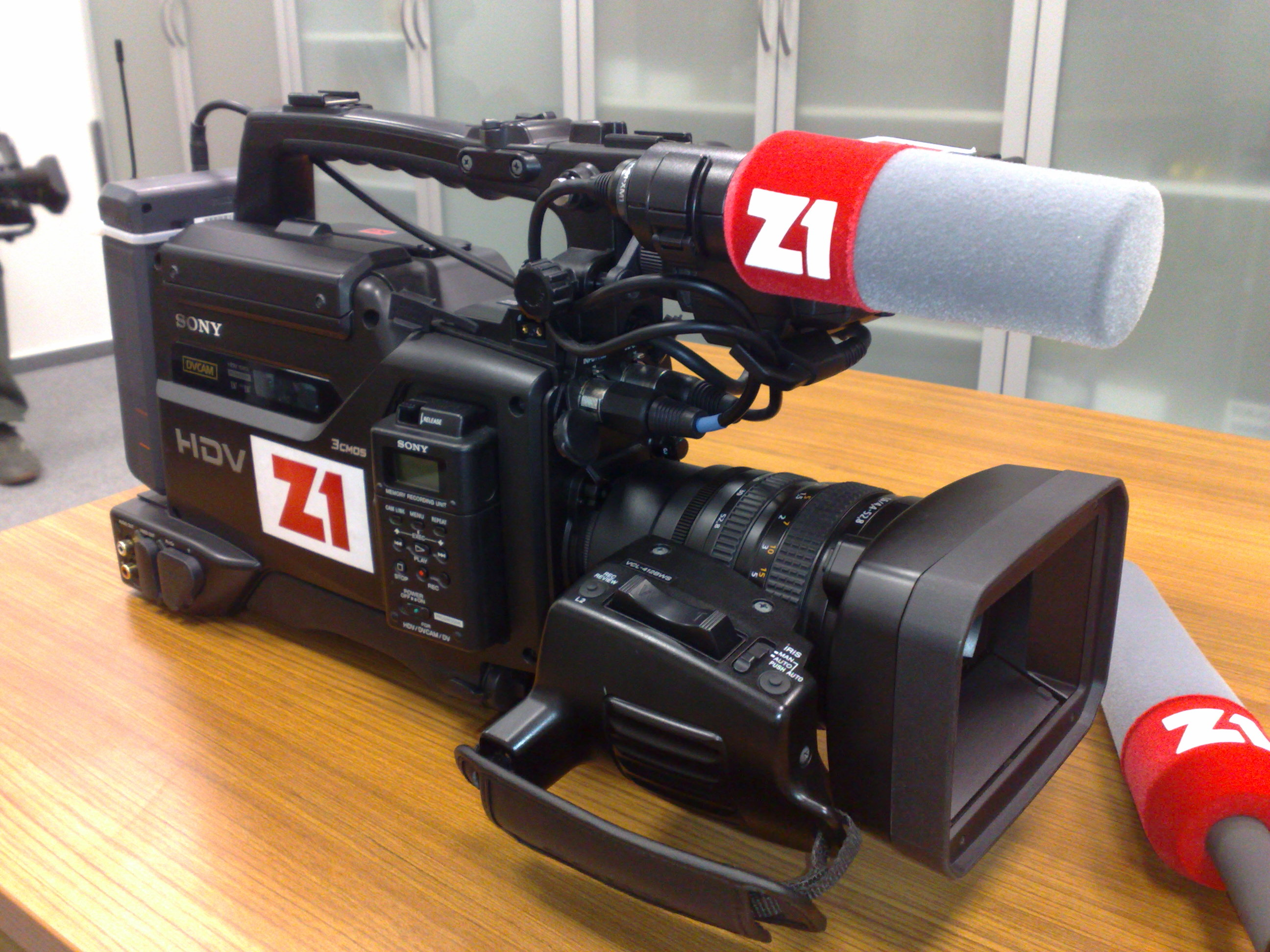
Kamera Z1

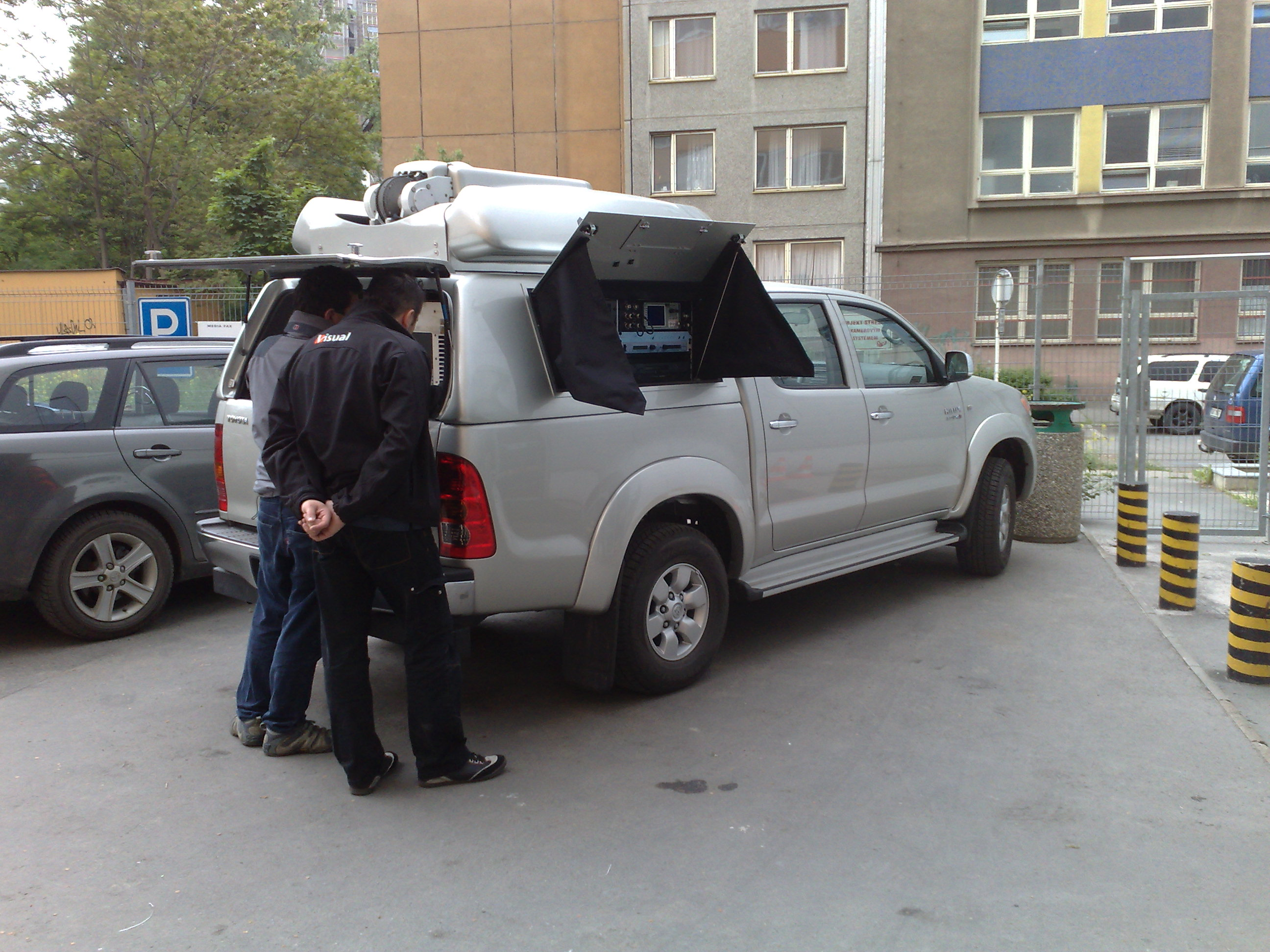
Přenosový vůz Z1

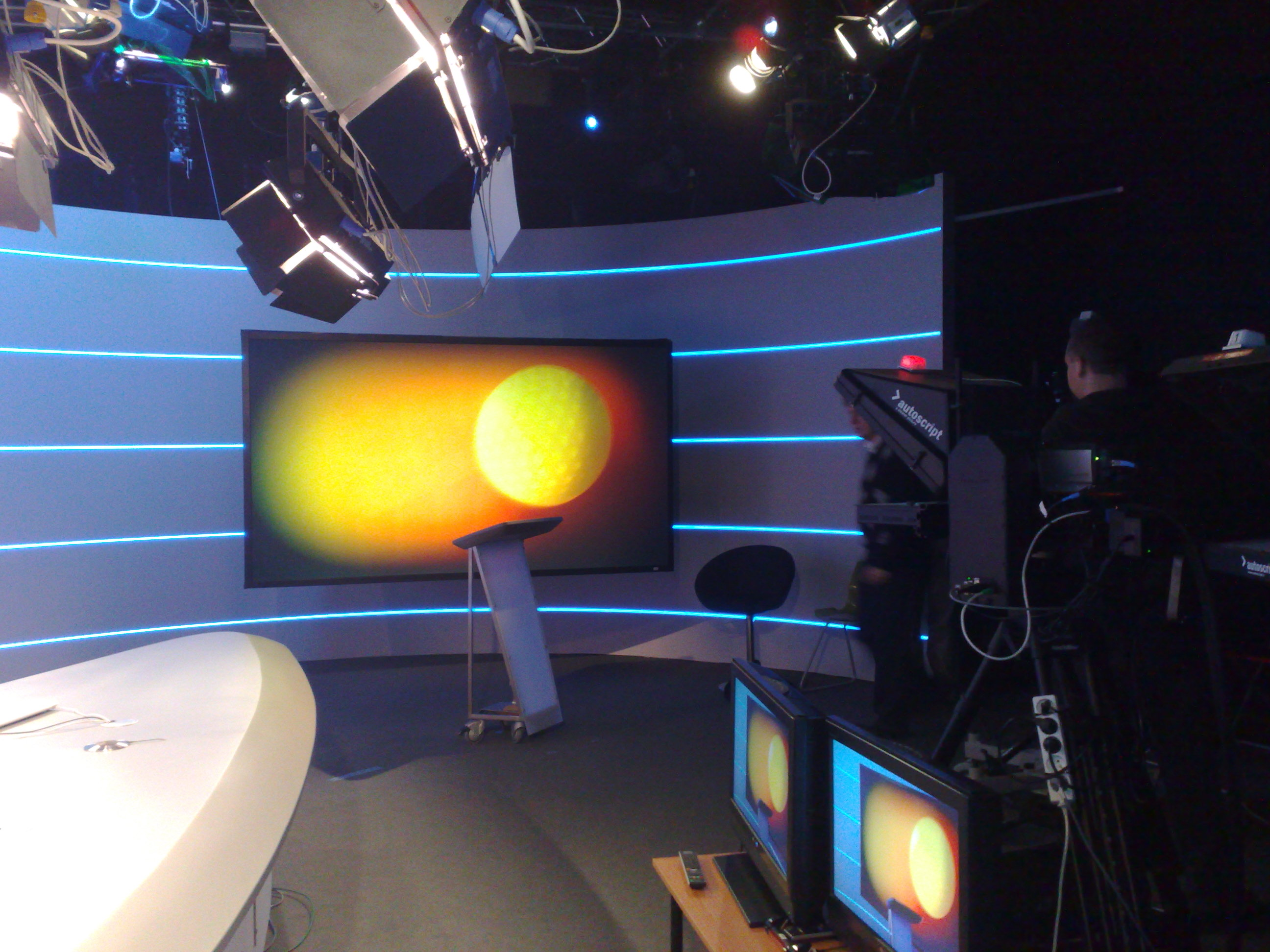
Z1 studio sport

- Byla první televizí v ČR, která pro záznam využívala pouze paměťová média. V Z1 se nepoužívaly kazety ani blu-ray disky, kamery měly záznam přímo na paměťové karty a vše se vysílalo z datového pole.

## Vznik televize Z1
Projekt televize Z1 začal vznikat v roce 2004. Rada pro rozhlasové a televizní vysílání (RRTV) začala připravovat licenční řízení pro nové digitální televize. Do tohoto licenčního řízení se chtěla TV Z1 přihlásit, proto její zakládající tým začal připravovat projekt. Projekt byl v rámci licenčního řízení RRTV předložen v roce 2005. RRTV pak v dubnu 2006 vybrala z předložených projektů celkem 6, které licenci obdržely. Tzv. digitální televizní licence v dubnu 2006 obdržela televize Z1 – a kromě ní také televize Febio, Óčko, TV Barrandov, TV Pohoda a RTA.
Po udělení licencí tak v létě 2006 naplno začaly přípravy na vysílání televize Z1. Ty však musely po několika měsících v říjnu 2006 skončit, protože Městský soud v Praze rozhodl o neplatnosti udělených licencí. Soud tak rozhodl na základě žádosti TV Nova, která udělení digitálních licencí u soudu napadla. Přípravný tým televize Z1 tak byl rozpuštěn a přípravy ukončeny.
V průběhu roku 2007 byla v Poslanecké sněmovně Parlamentu České republiky z obav před mezinárodními arbitrážemi připravena novela zákona, která udělovala tzv. kompenzační digitální licence. Tyto licence měly být podle zákona uděleny společnostem, které získaly licence v dubnu 2006 a později o ně soudním rozhodnutím přišly. A kompenzační licence měly být uděleny také již vysílajícím televizím jako kompenzace za pozdější uvolnění analogových frekvencí.
Na základě novely zákona o kompenzačních licencích byly na podzim 2007 přípravy na vysílání TV Z1 obnoveny. Nejprve byly vybírány prostory pro vysílání (4. patro kancelářské budovy v Jankovcově ulici č. 53 v Praze 7) a dodavatel vysílací technologie (vybraným integrátorem byla společnost Visual Connection, která dodala kompletní televizní technologii založenou na francouzském zpravodajském redakčním systému Dalet). Do dubna 2008 probíhaly v prostorách Z1 stavební práce, pak byla instalována televizní technologie. V květnu 2008 probíhaly testy technologie a tzv. vysílání do zdi. Televize začala vysílat v neděli 1. června 2008 v 19.00. Prvním vysílaným programem byly hlavní večerní zprávy.

## Program televize Z1
Základem programu televize Z1 bylo zpravodajství, které bylo v průběhu dne vysíláno každých 30 minut. Velkou část programu tvořila také publicistika, tematické magazíny a dokumenty ze známých světových produkcí (Z1 byla mimo jiné největším zákazníkem BBC v České republice).
Zpravodajství televize Z1 mělo všeobecný charakter – v průběhu dne se ale úzce zaměřovalo na ekonomické dění. Podrobně sledovalo hlavní burzovní trhy a aktuálně informovalo o světových trendech. Od září 2008 bylo ekonomické zpravodajství ještě více prohloubeno. Na obrazovce se v průběhu celého dne objevovaly on-line informace z pražské burzy cenných papírů (od začátku roku 2009 tu byly on-line také informace z vybraných světových burz).
Zpravodajství Z1 se kromě toho zaměřovalo na zprostředkování domácích i světových událostí v přímém přenosu. Na aktuální události reagovalo stejně rychle jako televize CNN či Sky News. Rychlostí reakce na aktuální události a šíří poskytovaných informací patřila Z1 mezi nejlepší česká média.

## Úsporná opatření televize Z1
V létě 2009 se majitel Z1, J&T, rozhodl pro razantní úsporná opatření. Během června a července 2009 skončilo původní vedení televize. Nové vedení mělo za úkol razantně snížit náklady a vysílaný program zaměřit úzce pouze na ekonomické události.
Od podzimu 2009 tak Z1 přestala být plnohodnotnou zpravodajskou televizí.
Základem programu Z1 byly ekonomické informace a finanční zpravodajství a s byznysem související zprávy, vysílané od pondělí do pátku od 7.00 do 23.00 hodin. Kontinuální informační servis doplňoval specializovaný půlhodinový pořad „Téma Z1“. V něm dostávaly nejzajímavější události a trendy ze všech oblastí byznysu větší prostor, ať už prostřednictvím rozhovoru s lidmi z první linie české i evropské ekonomiky, nebo prostřednictvím pravidelných rubrik. Vysílání bylo určeno především aktivním divákům, kteří se zajímají o události kolem sebe v souvislostech. Součástí vysílání Z1 byl také pořad Interview Z1 – profilový rozhovor s osobností, která má vliv na dění ve svém oboru a souvisejících oblastech a která vyvolává zájem veřejnosti a má co říci. Zpravodajské vysílání Z1 doplňovaly aktuální přímé přenosy zásadních událostí týkajících se světa ekonomiky a financí nebo specializované besedy obsazované klíčovými hráči byznysu a politiky.
Večerní a víkendové vysílání televize Z1 naplňovaly především aktuální dokumenty zahraniční provenience, které na jiných českých televizních stanicích nebyly k vidění. Jejich tématy byly především historie 20. století, vojenství, významné světové události, ekonomika, fenomény moderního světa, trendy vědy a techniky, životní styl.

## Vedení televize Z1 od přípravy projektu do léta 2009
- Martin Mrnka – generální ředitel
- Hanuš Hanslík – ředitel zpravodajství a šéfredaktor
- Vít Novotný – technický ředitel
- Tomáš Volejník – šéfproducent
- Jan Gregor – obchodní manažer
- Tibor Szilvási – šéfrežisér

## Vedení televize Z1 od léta 2009 do konce vysílání v lednu 2011
- Zdeněk Šámal – generální ředitel
- Radek Hovorka – finanční ředitel
- Jan Gregor – obchodní manažer
- Jana Víšková – šéfredaktorka

## Náplň programu
- nejdůležitější zprávy z domova a zahraničí
- přímé přenosy významných událostí
- komplexní i specializované ekonomické zpravodajství
- podrobné finanční informace
- sportovní výsledky
- předpověď počasí
- tematické pořady o klíčových oblastech byznysu – Téma Z1
- rozhovory s výjimečnými osobnostmi – Interview Z1
- atraktivní dokumenty, poznání pod povrchem věcí

Kontinuální zpravodajský servis s podrobnými zprávami ze všech oblastí ekonomiky,
z domova i ze světa:
- Ranní servis: 7.00–9.00 – zprávy každých 10 minut
- Dopolední byznys:  9.00–12.00 – zprávy každých 15 minut
- Odpolední byznys: 12.00–18.30 – zprávy každých 30 minut
- Opening Bell New York: 15.25–15.45
- Zprávy Z1 – první v obraze: 18.30–19.00
- Den v byznysu, Closing Bell New York: 21.55–23.00
- Noční infoblok: 23.00–7.00

## Podrobnosti o vysílaném programu od podzimu 2009
Moderátoři: Aneta Snopová, Jana Víšková, Jakub Žižka, Jan Zika, Daniel Častvaj, David Hora, Ivana Šalomonová a Aneta Savarová

## Aktuální publicistika

### Téma Z1
Byznys a politika, Podniky, Reality, Peníze, Věda, Sport, Vzdělání, Ekologie
21.00–21.30
Moderátoři: Aneta Snopová, Jana Víšková, Jakub Žižka, Jan Zika, Daniel Častvaj, David Hora,
Ivana Šalomonová a Aneta Savarová
Každý všední den, naživo, od 21.00. To je „Téma Z1“ – diskusní pořad, který se každý den zaměřoval na dvě ekonomická témata. Hosty byli zajímaví lidé, kteří hýbou českým i světovým byznysem. Patří mezi ně zástupci nejrůznějších firem, ekonomové, analytici i politici.
Každý den se pořad zaměřoval na specifický obor.
V pondělí si Aneta Snopová zvala do studia lidi, jejichž názory rozhodují ve vztazích byznysu s politikou.
V úterý se Jana Víšková věnovala firmám a podnikům. Středa s Jakubem Žižkou patřila realitám. Každý čtvrtek se Jan Zika se svými hosty zaměřoval na svět financí a investic. V pátek patřilo Téma Z1 Danielu Častvajovi nebo Ivaně Šalomonové a nejrůznějším aspektům ekonomiky, které ovlivňují celou společnost.
Reprízy: vždy následující všední den v 9.30 a 15.00 hod.

### Interview Z1
21.30–22.00
Moderátoři: Naděžda Fořtová-Hávová, Tomáš Cikrt, Eugen Korda
Každý všední den, naživo, od 21.30 hod. To bylo „Interview Z1“, ve kterém osobnosti kulturního, vědeckého, ekonomického, politického, sportovního i společenského života hovořily o aktuálních tématech, ale hlavně o sobě a své práci. Osobnostní rozhovor „jeden na jednoho“ představil během 23 minut lidi proslulé, o kterých možná nevíme všechno, i ty veřejnosti méně známé, které bychom však znát měli.
Hosty do studia zval vždy jeden z trojice střídajících se moderátorů. Naděžda Hávová měla obvykle pondělky a každou druhou středu. Tomáš Cikrt úterky a každou druhou středu. Z Bratislavy přijížděl Eugen Korda, aby moderoval vždy ve čtvrtek a v pátek.
Reprízy: vždy následující všední den ve 12.35, 18.00 a 24.00 hod.
a o víkendu v 12.05, 14.15, 16.35, 18.40 a 22.40 hod.

## Sídlo
Televize Z1
Jankovcova 53
170 00 Praha

## Vysílání
Televize Z1 vysílala všemi digitálními cestami.

### Pozemní digitální vysílání (DVB-T)
Z1 vysílala v multiplexu 3 Českých radiokomunikací s pokrytím 84,4 %. Pokryta je většina Čech a část Moravy (okolí Brna a Ostravy).

### Satelitní vysílání (DVB-S)
Nekódovaně, pozice Astra 1E, 23,5° E (downlink 11,797 GHz/Horizontal; šířka pásma 27,5 MSym/s; FEC Rate 3/4; modulace QPSK).

### Kabelové vysílání (DVB-C)
Základní nabídka „must carry“ byla u provozovatelů kabelových televizí a operátorů televizního vysílání internetovým protokolem (IPTV).

### Internetové vysílání
Živé vysílání stanice a stručné zpravodajské přehledy. Živě po internetu nebyly vysílány některé zahraniční dokumenty, na jejichž internetové vysílání nemá Z1 licenci.